# اقمار عديدة
 أقمار عديدة هو موقع مصور للأطفال لي جيمس ثوربر ورسمه لويس سلوبودكين. نشر بواسطة Harcourt Brace & Company في عام 1943 وفاز بميدالية كالديكوت في عام 1944. تصاب الأميرة لينور بالمرض، وهناك شيء واحد سيجعلها أفضل: القمر.
على الرغم من أن فوزه بميدالية كالديكوت مع الرسوم التوضيحية الأصلية لـ Slobodkin، إلا أن إعادة طبع هاركورت في عام 1990 ظهرت على النص مصحوبًا برسوم توضيحية جديدة لمارك سيمونت.

## الحبكة
تعاني الأميرة لينور من «فائض من فطائر التوت» - وهي تأكل الكثير من الحلويات. تصر على أنها مريضة بشدة، لكن إذا أعاد والدها القمر ستعافى مرة أخرى.
وسأل والدها، الملك، أحكم الرجال في بلاطه كيف يمكنه إعطاء ابنته القمر، ويغضب عندما يزعمون جميعًا أنه كبير جدًا، وبعيد جدًا، ويتكون من مواد غير مستقرة أو خطيرة.
يائسًا، يثق الملك في مهرج بلاطه. ثم يسأل المهرج الأميرة عما تعتقد أن القمر يتكون منه، وكم هو كبير، وإلى أي مدى بعيد. وفقًا للأميرة، فإن القمر كبير مثل إبهامها ومصنوع من الذهب. تقول إنه قريب جدًا لدرجة أنه يمكنه تسلق الشجرة وانتزاعها من السماء. لقد وعد بفعل ذلك بالضبط، وفي تلك الليلة بالذات.
بدلاً من ذلك، يأخذ المهرج مواصفات الأميرة إلى صائغ الذهب الملكي، الذي يصنع قلادة بقلادة تشبه القمر. يتم تقديمه إلى الأميرة وهي تتحسن مرة أخرى.
في اليوم التالي يخشى الملك أن ترى القمر في السماء وتدرك أن القلادة مزورة. يستشير أحكم رجال بلاطه الذين يقترحون مخططات شنيعة لمنعها من رؤيتها في السماء و.
في نهاية المطاف، يزور المهرج الأميرة، التي تنظر باعتزاز إلى القمر والصاعد حديثًا. سألها كيف يمكن أن يكون القمر في مكانين، وأخبرته أن القمر ينمو دائمًا مرة أخرى: مثل أسنان الطفل، أو قرن وحيد القرن، أو الزهور.

## الاقتباسات
تم تحويلها إلى أوبرا من قبل الملحن الأمريكي سيليوس دوجيرتي. تم تحويلها أيضًا إلى مسرحية، مقتبسة من شارلوت كوربينينج. في عام 1966، أنتج جين ديتش تكيّفًا متحركًا كجزء من فيلم الرسوم المتحركة Alice of Wonderland في باريس . في عام 1972، أصدرت Caedmon Records نسخة صوتية، قرأها بيتر أوستينوف مع موسيقى إدغار سمرلين.